# Estêvão de Rezende Martins
Estevão Chaves de Rezende Martins (Rio de Janeiro, 29 de abril de 1947 – Brasília, 14 de janeiro de 2025) foi um filósofo, historiador e professor universitário brasileiro. As suas principais contribuições estão relacionadas à história da filosofia, teoria e metodologia da história e história das relações internacionais.
Em homenagem a sua contribuição acadêmica, foi lançado em 2017 o livro Entre Filosofia, História e Relações Internacionais: escritos em homenagem a Estevão de Rezende Martins.
Em contexto internacional, Estevão de Rezende Martins foi palestrante na Sociedade de Sociologia da Universidade de Graz, na Áustria, na Universidade de Köln, na Alemanha, com a fala “Faça história, escreva história, ensine história” (Geschichte machen, Geschichte schreiben, Geschichte lehren). Em 2018, Estevão de Rezende Martins participou, em Viena, da 70° Conferência da Comissão Internacional para a História das Instituições Representativas e Parlamentares abordando o tema “Infidelidade política e deslealdade”.

## Trajetória acadêmica
Graduou-se em filosofia na hoje extinta Faculdade de Filosofia, Ciências e Letras Nossa Senhora Medianeira, em São Paulo, em 1970. Doutorou-se em 1976, na Universidade de Munique, com uma dissertação acerca da concepção de liberdade na primeira fase da obra do filósofo Immanuel Kant (1747-1770). Sua tese de doutorado foi publicada no mesmo ano da titulação com o título Studien Zu Kants Freiheitsauffassung In Der Vorkritischen Periode (1747-1770).
Desde 1977, atuou na Universidade de Brasília, onde recebeu, em 2018, o título de professor emérito do Instituto de Ciências Humanas. Realizou estágios de investigação em diversas instituições internacionais, tais como a Universidade de Bochum, Universidade de Gratz e Universidade de Munique, assim como o Instituto de Altos Estudos em Humanidades de Essen. Em 2023 recebeu o doutor honoris causa da Universidade Federal de Ouro Preto.

## Carreira
De 1985 a 1998, Estevão de Rezende Martins foi Consultor Legislativo do Senado Federal. Na qualidade de Consultor Legislativo do Senado Federal, participou dos trabalhos da Assembleia Nacional Constituinte que culminou na promulgação da Constituição Federal de 1988. Também participou dos trabalhos da Revisão Constitucional de 1993. Exerceu a função de Consultor-Geral Legislativo do Senado Federal. Também ocupou o cargo de Secretário Federal de Assuntos Legislativos do Ministério da Justiça.
No contexto alemão, Estevão de Rezende Martins foi conselheiro da Fundação Konrad Adenauer, uma fundação política alemã independente e sem fins lucrativos que atua com base nos valores da União Democrata-Cristã (CDU) e associado à Fundação Alexander von Humboldt, uma instituição pública alemã sem fins lucrativos, que tem como objetivo principal estimular a investigação científica internacional.
Participou do Comitê Científico Internacional que organizou a Historia General de América Latina, uma coleção de nove volumes sobre a história do subcontinente, patrocinada pela Unesco. Estevão Martins, em parceria com Héctor Pérez Brignoli, foi co-organizador do volume final de tal coleção, que se intitula Teoría y metodología en la Historia de América Latina.
De 2009 a 2015 foi presidente da Sociedade Brasileira de Teoria e História da Historiografia.
Em 21 de março de 2017, Estevão ministrou a aula magna em homenagem aos sessenta anos do Instituto de Filosofia e Ciências Humanas (IFCH) e da Faculdade de Educação (Faed) da Universidade de Passo Fundo (UPF), no Rio Grande do Sul, chamando a atenção para o cenário político mundial e as consequências sociais da política internacional na contemporaneidade.

## Morte
Morreu na manhã de 14 de janeiro de 2025, em Brasília, aos 77 anos.

## Obra
Em 2010, organizou o volume de traduções e comentários História pensada: teoria e método na historiografia europeia do século XIX, para o qual também escreveu a introdução e alguns capítulos.
Foi autor de mais de duzentas publicações, entre livros autorais, coletâneas organizadas, capítulos de livro e artigos em periódicos especializados em português e alemão como, por exemplo, o artigo “Intenções e Meta-intenções” (Intentionen und Metaintentionen). Dentre os livros monográficos destacam-se sua tese de doutorado Studien zu Kants Freiheitsauffassung in der vorkritischen Periode (1747-1770), Cultura e poder, de 2002, que aborda a relação entre a cultura e o poder e  suas manifestações nas Relações Internacionais, e Parcerias almejadas: política externa, segurança e defesa na história da Europa, publicado, em 2012, considerado uma das obras mais completas sobre os objetivos da  política externa da União Europeia. Além disso, em 2017, Estevão de Rezende Martins publicou o livro Teoria e Filosofia da História: contribuições para o ensino de História, uma coletânea de textos que refletem sobre o papel social da história como elemento fundamental para a consciência histórica do ser humano.
Reconhecido em diversos setores da sociedade por seu conhecimento na área das relações internacionais, Estevão de Rezende Martins contribuiu para explicar as relações políticas, econômicas e sociais envolvendo países da União Europeia como a França e a Grã-Bretanha.

## Escritos (seleção)
- (2017) Teoria e Filosofia da História: contribuições para o ensino de História. Curitiba: W. A. Editores, 334p.
- (2012) Parcerias almejadas: política externa, segurança, defesa e história na Europa. Belo Horizonte: Fino Traço, 209p . ISBN 8580540860
- (2007) Cultura e Poder. 2. ed. São Paulo: Saraiva, 152 pp., ISBN 9788502064515.
- (2007) "Tempo e memória: a construção social da lembrança e do esquecimento"[ligação inativa]. In: Liber Intellectus, Goiânia, v. 1, n. 1, pp. 1–15.
- (2006) "História e teoria na era dos extremos". In: Fênix. Revista de História e Estudos Culturais, Uberlândia, v. 3, n. 2, pp. 1–19.
- (2004) "História". In: Crítica na Rede, Lisboa.
- (1976). Studien Zu Kants Freiheitsauffassung in der Vorkritischen Periode (1747-1770). München; Augsburg: Blasaditsch, 325 pp.